# Лимбург-Штирум, Филипп Фердинанд фон
Граф Филипп Фердинанд фон Лимбург-Штирум (нем. Philipp Ferdinand von Limburg-Styrum; 21 августа 1734 — 18 сентября 1794) — глава владетельного вестфальского рода Лимбург-Штирумов с 1760 года.

## Биография
Филипп Фердинанд родился 21 августа 1734 года в Шиллингсфюрсте. Он был пятым сыном графа Христиана Оттона Лимбург-Штирума и его жены Каролины Юлианы, урождённой принцессы Гогенлоэ-Вальденбург-Шиллингсфюрст. От матери унаследовал Вильхермсдорф, где пытался создать двор по образцу версальского. В 1766 году утверждён французскими властями в достоинстве иностранного принца, но в Священной Римской империи этот титул не признавался.
Из стремления усилить свою значимость граф Лимбург-Штирум притязал на разнообразные владения и титулы. В частности, у великого князя (впоследствии императора) Павла Петровича он оспаривал наследственные права на Голштинию. Учредил два рыцарских ордена — св. Филиппа и Четырёх императоров.
Познакомившись в Париже в 1773 году с княжной Таракановой, он доставлял ей средства, вступил с ней в близкие отношения и якобы намеревался на ней жениться. Когда она была арестована, то просила у русских властей позволения возвратиться к своему «супругу».

## В литературе
- Мельников П. И. Княжна Тараканова и принцесса Владимирская. — СПб., 1876.
- Лимбург-Штирум, Филипп Фердинанд // Энциклопедический словарь Брокгауза и Ефрона : в 86 т. (82 т. и 4 доп.). — СПб., 1890—1907.